# حمد أمان
حمد راشد عبد الكريم أمان (6 ديسمبر 1989)، لاعب كرة قدم كويتي.

## مسيرته الكروية
بدا مسيرته الكروية مع نادي التضامن الكويتي ولعب لهم حتى نوفمبر 2010، ثم إنتقل إلى نادي ظفار العماني ولعب لهم حتى يناير 2011، وهو يلعب مع نادي القادسية الكويتي منذ يناير 2011 وحتى الآن.
وقد لعب مع منتخب الكويت الأولمبي لكرة القدم.

## مميزاته
يلعب في مركز الوسط المتقدم أو خلف المهاجمين وفي الأطراف، يمتاز
بالمراوغة والسرعة والتسديد، ومايميزه إنه يلعب بالقدمين رغـم اعتماده
كثيرا على القدم اليمنى.

## روابط خارجية
- حمد أمان على موقع قاعدة بيانات كرة القدم.إي يو (الإنجليزية)
- حمد أمان على موقع ناشيونال فوتبول تيمز (الإنجليزية)
- حمد أمان على موقع Soccerway.com (الإنجليزية)
- حمد أمان على موقع كووورة